# Manana Todadzeová
Manana Todadzeová (gruzínsky მანანა თოდაძე - Manana Todadze) je gruzínská zpěvačka a herečka. Byla členkou hudební kapely Iveria. Už v roce 1980 získala cenu „Zasloužilá umělkyně Gruzínské sovětské socialistické republiky“.

## Biografie
Manana Todadzeová se narodila v hlavním gruzínském městě Tbilisi dne 20. února 1958. Už v patnácti letech zahájila svou hudební kariéru, když od roku 1973 po následující čtyři roky působila v několika gruzínských a ázerbájdžánských kapelách. Nejvýznamnější angažmá měla v ázerbájdžánské kapele Gaia. Od roku 1977 zpívala v legendární gruzínské kapele Via Iveria.
S kapelou Iveria spolupracovala na mnoha projektech. Mnoho známých popových a jazzových písní bylo složených exkluzivně pro Manamu Todadzeovou. Po celkem 35 let spolupracovala s hudebním skladatelem Aleksandrem Basilajou, jenž se zasloužil o mnoho z nich. S kapelou uskutečnila rekordní počet koncertů a vystoupení jak doma v Gruzii, tak v rámci Sovětského svazu i v po celém světě.
Za své zásluhy v umění si vysloužila jak cenu „Zasloužilé umělkyně Gruzínské sovětské socialistické republiky“, tak hlavní sovětskou hudební cenu v roce 1980 v Moskvě. V roce 1983 vyhrála hlavní cenu na mezinárodní pěvecké soutěži v Německu.
Todadzeová kvůli své kariéře žila mnoho let v Rusku, ale v současnosti žije opět v Gruzii, kde nadále koncertuje a skládá si nové písně. Do svého programu koncertů zahrnuje i své staré písně, které zpívala v Iverií, ale provádí u nich nové styly interpretace. Dosud trvá její sólová kariéra a je často zvána do televizních pořadů.